# Mary Lemon Waller
Mary Lemon Waller (1851 – 1931), nascida Mary Lemon Fowler, foi uma pintora britânica especializada em retratos de crianças.

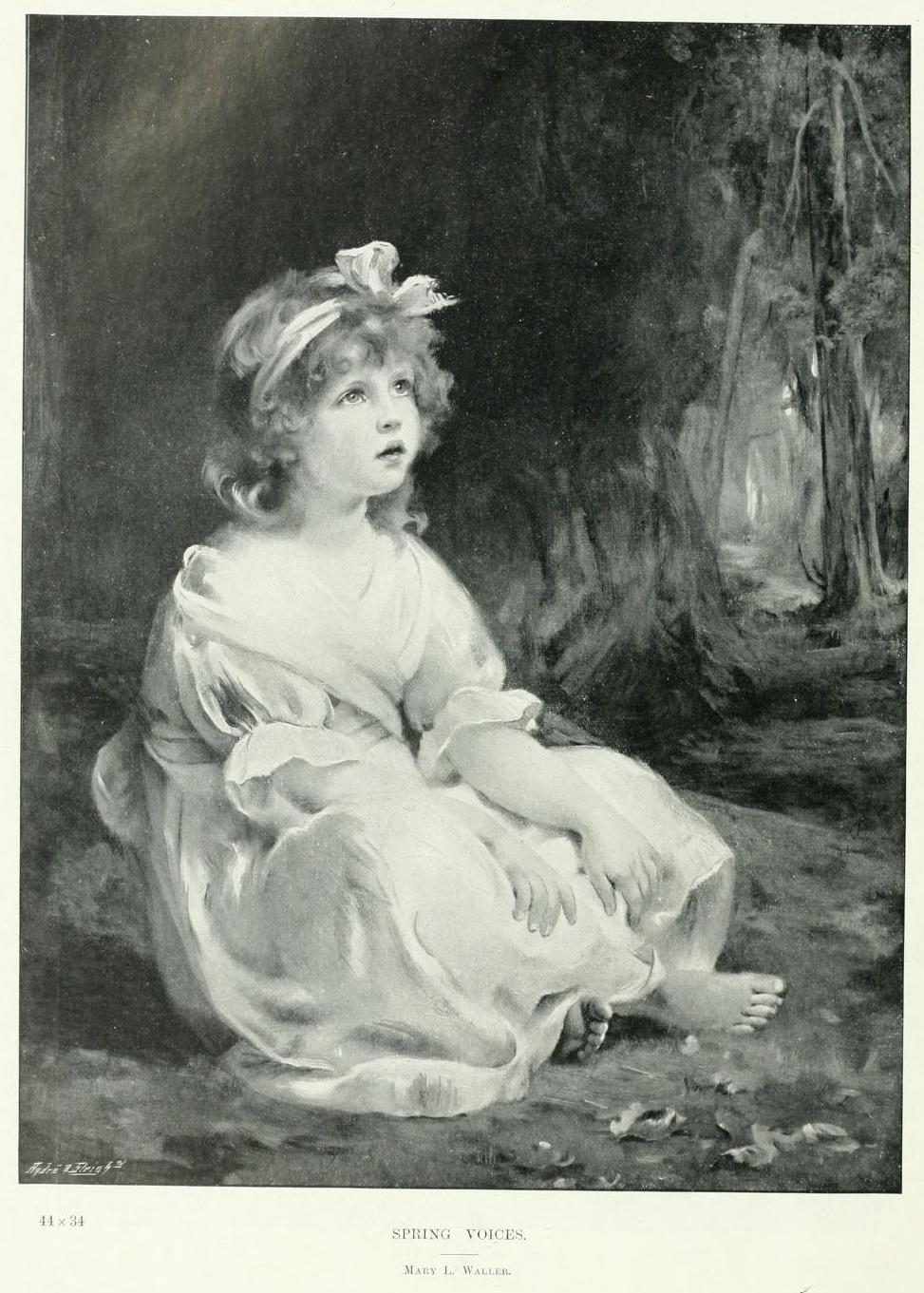
Vozes da Primavera, Mary Lemon Waller

## Biografia
Waller era filha do Reverendo Hugh Fowler, de Burnwood, Gloucestershire. Ela começou sua educação em arte na Escola de Arte de Gloucester, e mais tarde estudou nas escolas da Academia Real Inglesa. Ela começou a ter suas pinturas exibidas desde os 20 anos, tendo exibido na Academia Real de 1877 a 1904. Mary se casou com o pintor de gênero Samuel Edmund Waller em 1874; o casal morava em Londres e tiveram um filho. Waller exibiu seu trabalho no Palácio de Belas Artes, na Exposição Universal de 1893 em Chicago, Illinois. Em 1925, Waller tornou-se membro da Sociedade Real de Pintores de Retratos.
Os trabalhos de Waller podem ser vistos em vários locais no Reino Unido: Cragside, Royal Hallamshire Hospital, Sociedade Literária e Filosófica de Newcastle upon Tyne, Museu de História Natural da Universidade de Oxford e Somerville College, Oxford.

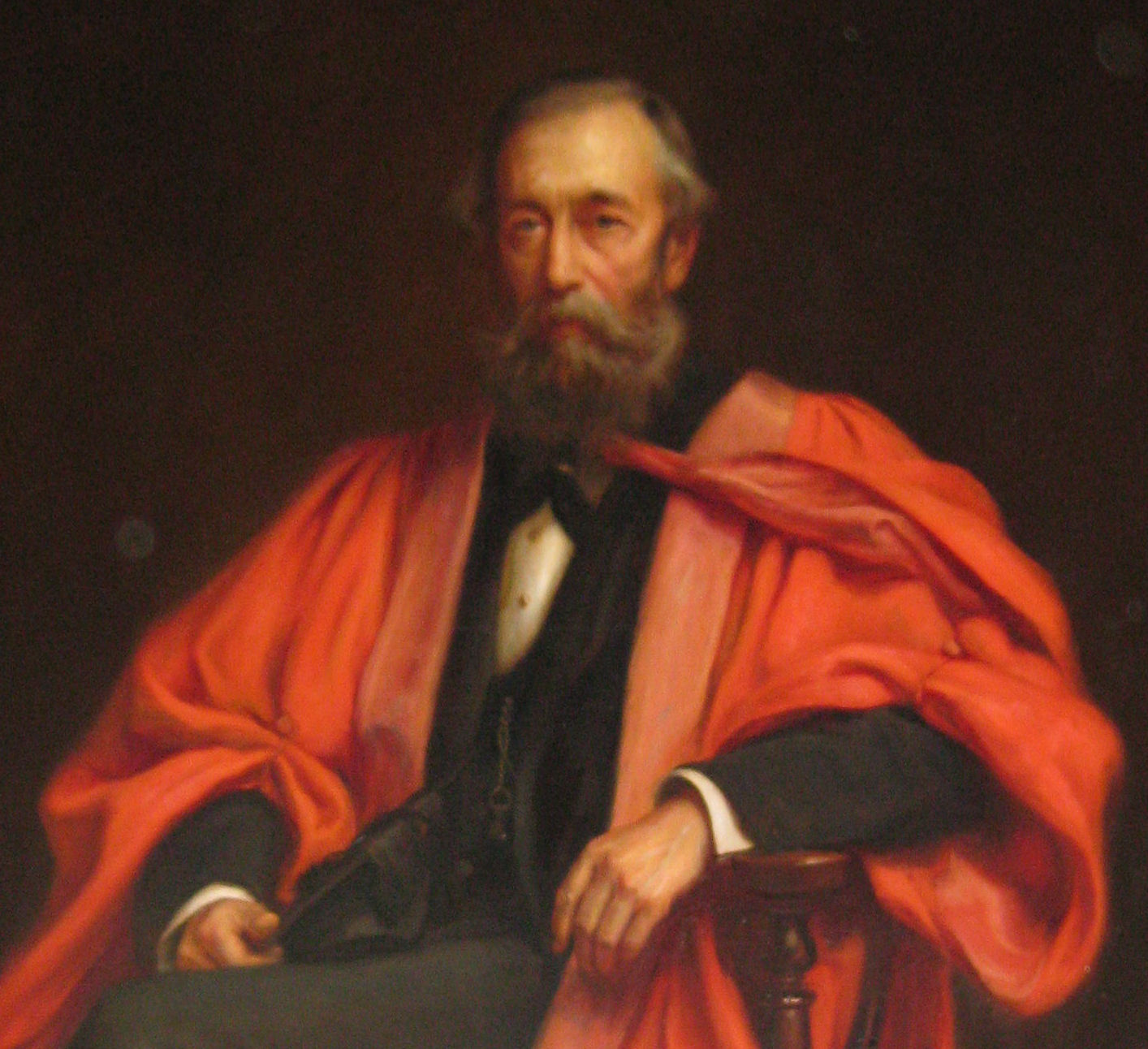
Retrato de Henry Clifton Sorby, Mary Lemon Waller

## Exposições
- Escolas da Academia Real
- Sociedade Real de Pintores de Retratos
- Sociedade de Mulheres Artistas
- Walker Art Gallery
- Instituto Real de Pintores a Óleo
- Museu e Galeria de Arte Dudley
- Grosvenor Gallery
- Galeria de Arte de Manchester
- Academia Real Escocesa